# 41-я стрелковая дивизия (2-го формирования)
41-я стрелковая дивизия — формирование (соединение, стрелковая дивизия) РККА Вооружённых сил СССР в Великой Отечественной войне.
Сокращённое наименование — 41 сд.
В составе действующей армии, в период с 10 апреля по 30 июня 1942 года.

## История
Соединение сформировано (доукомплектовано) в Приволжском военном округе на базе 41-й стрелковой дивизии которая сохранила боевые знамёна и документацию, с сохранением войсковых № основных формирований дивизии. Включена в состав действующей армии с 10 апреля 1942 года.
В мае 1942 года принимала участие в неудавшемся наступлении РККА на Харьков. К началу наступления дивизия включала в себя 11487 человек. Из этого числа 1500 человек имели опыт боев, а 2735 были бывшими заключенными. На вооружении дивизии было шестьдесят 45-мм и 76-мм орудий, 270 противотанковых ружей, 76 ручных пулеметов, 180 пистолетов-пулеметов, 6855 винтовок.. В частях дивизии отсутствовали станковые пулеметы, зенитные пушки и снайперские винтовки. Наличие значительного числа бывших заключенных вскоре привело к многочисленным нарушениям дисциплины. Командование было вынуждено прибегнуть к нескольким показательным расстрелам наиболее злостных нарушителей дисциплины перед строем для восстановления порядка.
С 12 мая войска 6-й армии перешли в наступление, продолжавшееся до 19 мая. К 17 мая 6-я армия продвинулась на 25-35 км. С утра 17 мая на левом фланге дивизии был введен в бой 21-й танковый корпус Кузьмина (132 танка) и в течение дня ему удалось продвинуться в северном направлении на 10 км. 41 сд вместе с 48-й танковой бригадой закрепилась на сев. окраине Тарановки. 19 мая последовал приказ о прекращении наступления 6-й армии и переходе к обороне на достигнутых рубежах. Для обороны на достигнутом 6-й армией рубеже создавалась армейская группа Ф. Я. Костенко, которой подчинили и 41 сд. Начиная с 20 мая положение становится угрожающим, дивизия не имеет достаточного количества боеприпасов и топлива в виду нарушенного из-за начавшегося окружения снабжения. Начиная с 23 мая до 26 мая дивизия отступала, не имея соседей слева и справа, приказы от 6-й армии доходили с задержкой в сутки, начиная с 25 мая через порядки дивизии начался беспорядочный отход других отступающих частей. 26 мая дивизию в районе Михайловки атаковали одновременно пехота с фронта и танки с тыла, а также штурмовая и бомбардировочная авиация. В результате войска дивизии были рассеяны и начали прорываться из окружения отдельными группами. Из окружения вышло приблизительно 700—800 человек.. Командир дивизии В. Г. Баерский попал в плен. После этих событий дивизия была расформирована.

## Состав
- управление (штаб)
- 102-й стрелковый полк
- 139-й стрелковый полк
- 244-й стрелковый полк
- 132-й артиллерийский полк
- 117-й отдельный истребительно-противотанковый дивизион
- 111-я зенитная артиллерийская батарея
- 101-й миномётный дивизион
- 117-я разведывательная рота
- 116-й сапёрный батальон
- 106-й отдельный батальон связи
- 38-й медико-санитарный батальон
- 503-я отдельная рота химзащиты
- 408-я автотранспортная рота
- 419-я полевая хлебопекарня
- 884-й дивизионный ветеринарный лазарет
- 1654-я полевая почтовая станция
- 1075-я полевая касса Госбанка[3]

## В составе
| На дату    | Фронт (округ)             | Армия          |
| ---------- | ------------------------- | -------------- |
| 01.01.1942 | Приволжский военный округ | Запасная армия |
| 01.02.1942 | Приволжский военный округ |                |
| 01.03.1942 | Приволжский военный округ |                |
| 01.04.1942 | Резерв Ставки ВГК         | 28-я армия     |
| 01.05.1942 | Юго-Западный фронт        | 6-я армия      |
| 01.06.1942 | Юго-Западный фронт        | 6-я армия      |

## Командир
- Баерский, Владимир Гелярович (Боярский Владимир Ильич), полковник, (с 13.09.1941 по 27.12.1941 — 41 сд (I), с 28.12.1941 — 13.06.1942) (впоследствии, по пленении (коллаборационист), заместитель начальника штаба ВС КОНР)

### Комментарии
1. ↑  В плену Баерский стал видным деятелем РОА. В частности, он вместе с генералом А. А. Власовым подписал обращение к германскому командованию с призывом о формировании Русской освободительной армии (3 августа 1942)

### Сноски
1. 1 2  Исаев А. Краткий курс истории ВОВ. Наступление маршала Шапошникова. - М.: Яуза, Эксмо, 2005.
2. ↑  «Память народа», Описание боевых действий 41 сд. Описывает период с 20.05.1942 по 27.05.1942 г. Дата обращения: 2 июня 2021. Архивировано 2 июня 2021 года.
3. ↑  Перечень № 5 стрелковых, горнострелковых, мотострелковых и моторизованных дивизий, входивших в состав действующей армии в годы Великой Отечественной войны 1941—1945 гг. Дата обращения: 21 декабря 2012. Архивировано из оригинала 10 марта 2013 года.